# Lavell Crawford
Lavell Maurice Crawford (nascido em 11 de Novembro de 1968) é um comediante de stand-up e actor americano. É mais conhecido pelo papel de Huell Babineaux em Breaking Bad.

## Juventude
Crawford nasceu em St.Louis, Missouri. Foi à Pattonville High School em Maryland Heights, Missouri, onde se graduou em 1986. Como criança, teve várias dificuldades, incluindo a sua luta com o peso, um quase afogamento aos 10 anos de idade, e o abandono do seu pai, que era um culturista. Contudo, em 2010, os dois se reconectaram.

## Carreira
Crawford apareceu na série de crime Breaking Bad como segurança de Saul Goodman, Huell Babineaux, e em It's Always Sunny in Philadelphia como comediante stand-up com o nome de palco Landslide. Também apareceu num episódio de Tosh.0, onde ajuda "o pior comediante de stand-up" a redimir-se. Ele tem um pequeno papel no filme de 2015 American Ultra. Crawford fez múltiplas aparências no The Nightly Show de Larry Wilmore em 2015, tanto como correspondente especial como membro do painel. Crawford também fez uma aparências como convidado em Aqua TV Show Show como Inacreditável Ron e como gorila alienígena.

## Ligações Externas
- https://web.archive.org/web/20150913023446/http://lavellcrawford.net/
- Lavell Crawford. no IMDb.